# Anacapa
Anacapa – grupa 3 wulkanicznych wysp leżąca 23 km od wybrzeża hrabstwa Ventura w Kalifornii. Anacapa jest częścią archipelagu i częścią wysp Parku narodowego Channel Islands. Składa się z trzech wysp: East Island, Middle Island i West Island. Nazwa Anacapa wywodzi się od słowa eneepah z języka Indian Chumash (ang. mirage island). 

## Katastrofy
- W nocy 2 grudnia 1853 r. parowiec SS Winfield Scott zatonął u wybrzeży wyspy. Wszyscy ocaleni zostali odnalezieniu po tygodniu.
- 31 stycznia 2000 Alaska Airlines 261 lecący z Puerto Vallarta do San Francisco, rozbił się w wyniku uszkodzenia stateczników poziomych. Śmierć poniosło 88 osób.

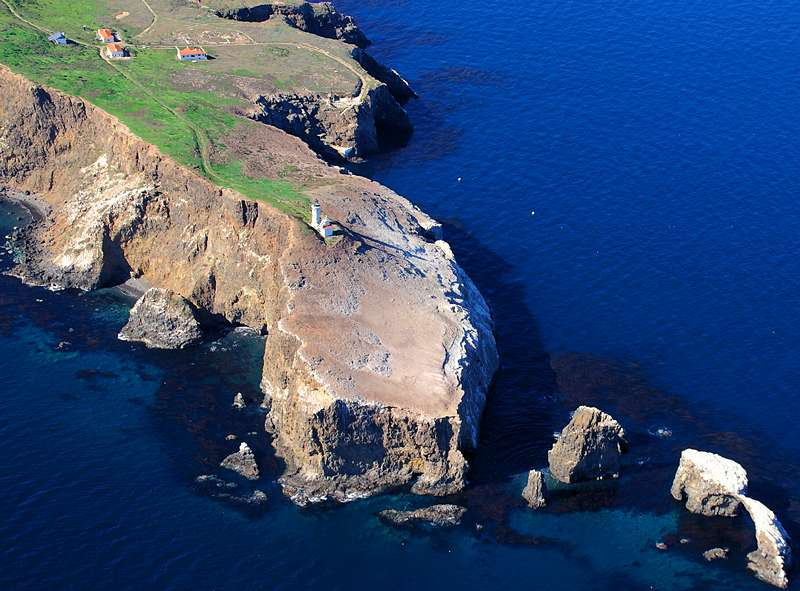
Latarnia morska – zdjęcie lotnicze
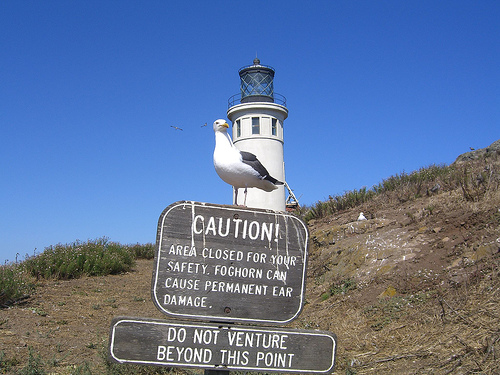
Latarnia morska Anacapa Island
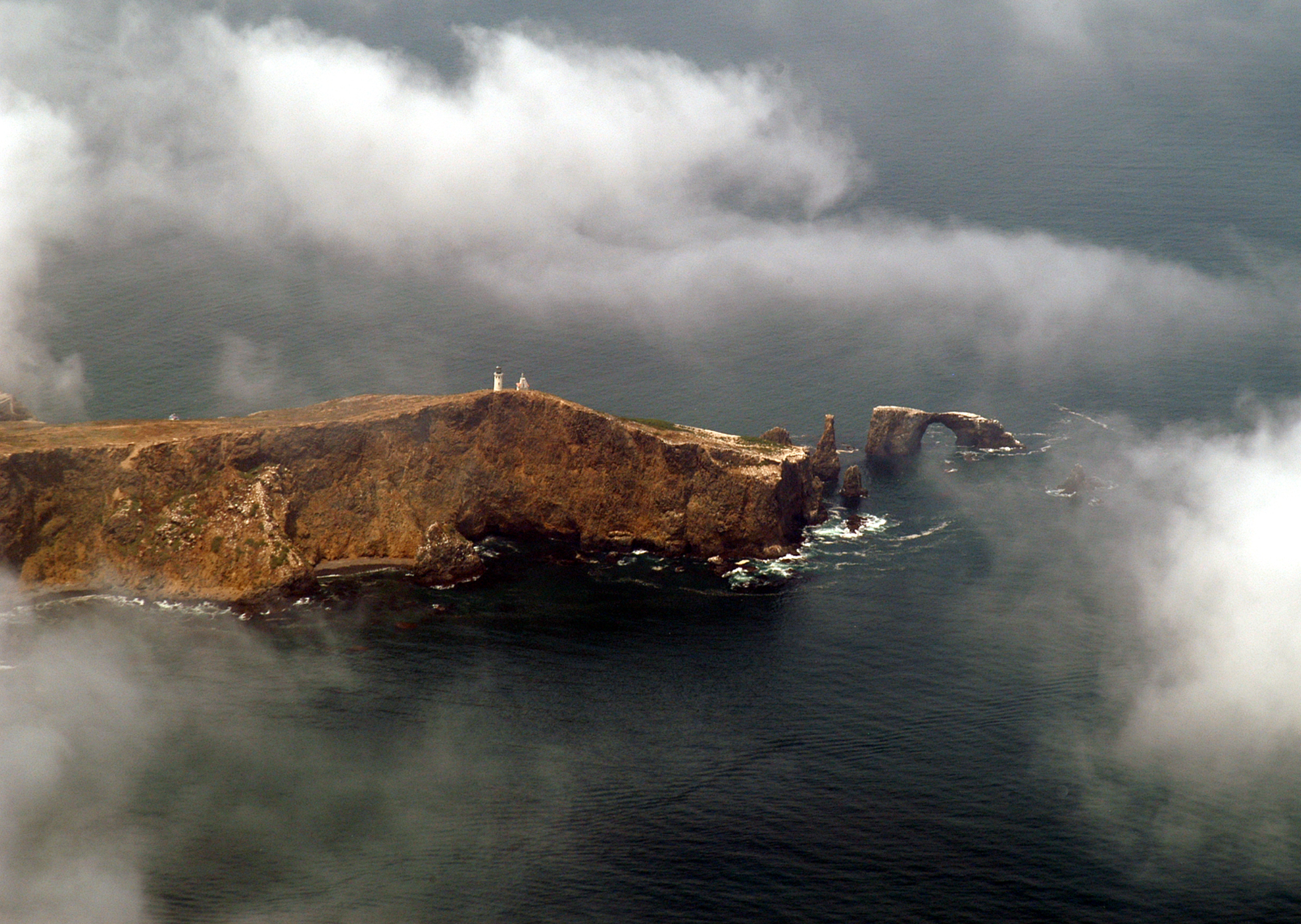
Widok z lotu ptaka na Anacapa Island
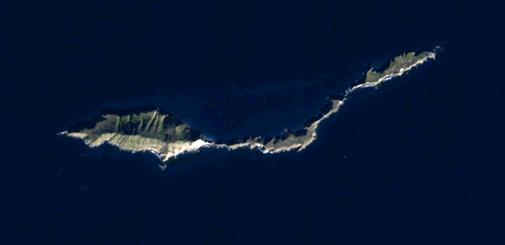
Zdjęcie satelitarne wysp